# Wexford Harbour

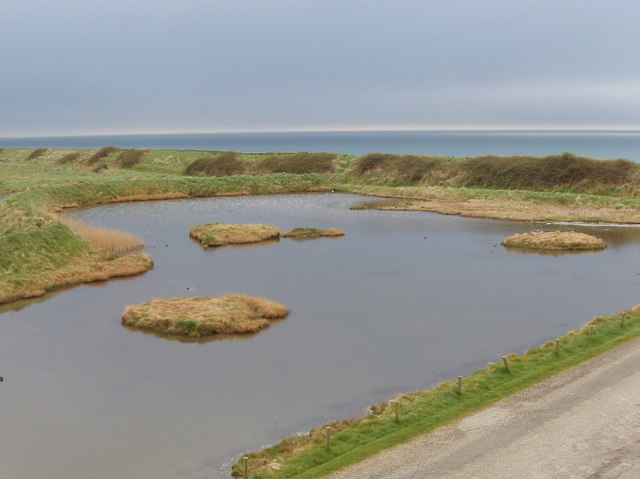
Wexford Harbour

Wexford Harbour (Loch Garman en irlandais) est un havre naturel dans le comté de Wexford, Irlande. Il est constitué par l'embouchure du fleuve Slaney dans la mer Celtique. Sa largeur naturelle était d'environ 10 milles (16,1 km) au plus large, avec de grandes vasières de part et d'autre ; elles étaient appelés North Slob et South Slob, du mot irlandais slab signifiant « boue ». Les Vikings qui avaient fondé la ville de Wexford, l'avaient nommée Waes Fjord, « la baie dans les marais », dont dérive le nom actuel.
Des digues ont été construites au XIXe siècle, et l'eau des marais a été pompée pour produire des champs cultivables, dont l'altitude se trouve en dessous du niveau de la mer, comme les polders des Pays-Bas. La largeur de l'embouchure s'en est trouvée considérablement réduite. La voie d'eau restante est étroite et souffre de problèmes d'envasement. Les courants et marais y transportent des alluvions et du sable ; des bancs de sable peuvent apparaître et disparaître en l'espace de quelques semaines, surtout à proximité de l'embouchure. De ce fait, Wexford Harbour n'est pas navigable pour des grands navires, et son trafic est surtout constitué de dragueurs pour les moules et de bateaux de plaisance. 
Pour les visiteurs en bateau, il est conseillé de se renseigner et de consulter une notice rédigée pour les plaisanciers des clubs locaux. L'entrée n'est pas évidente, à moins de passer aux heures de haute mer avec un bateau d'un tirant d'eau inférieur à 1,5 m. Avec un vent du nord-est ou du sud-est, la mer se brise sur la barre, rendant dangereuse l'entrée ou la sortie de cette baie.
Une réserve naturelle a été aménagée dans une partie du North East Slob. Les vasières y constituent un habitat propice pour les oiseaux migrateurs, comme les oies, cygnes, canards. Elle fait partie des sites Ramsar d'Irlande.